# Saint-Jean-du-Cardonnay
Saint-Jean-du-Cardonnay ist eine französische Gemeinde mit 1.348 Einwohnern (Stand: 1. Januar 2022) im Département Seine-Maritime in der Region Normandie. Sie gehört zum Arrondissement Rouen und zum Kanton Notre-Dame-de-Bondeville.

## Geographie
Saint-Jean-du-Cardonnay liegt etwa zehn Kilometer nordwestlich von Rouen. Umgeben wird Saint-Jean-du-Cardonnay von den Pissy-Pôville im Norden, Malaunay im Nordosten, Le Houlme im Osten und Nordosten, Notre-Dame-de-Bondeville im Osten und Südosten, Maromme im Südosten, La Vaupalière im Süden sowie Roumare im Westen.
Die Autoroute A150 führt durch die Gemeinde.

## Einwohnerentwicklung
| 1962                      | 1968 | 1975 | 1982 | 1990 | 1999 | 2006 | 2013 |
| ------------------------- | ---- | ---- | ---- | ---- | ---- | ---- | ---- |
| 773                       | 773  | 1015 | 1094 | 1270 | 1298 | 1357 | 1356 |
| Quelle: Cassini und INSEE |      |      |      |      |      |      |      |

## Sehenswürdigkeiten
- Kirche Saint-Jean aus dem 16. Jahrhundert

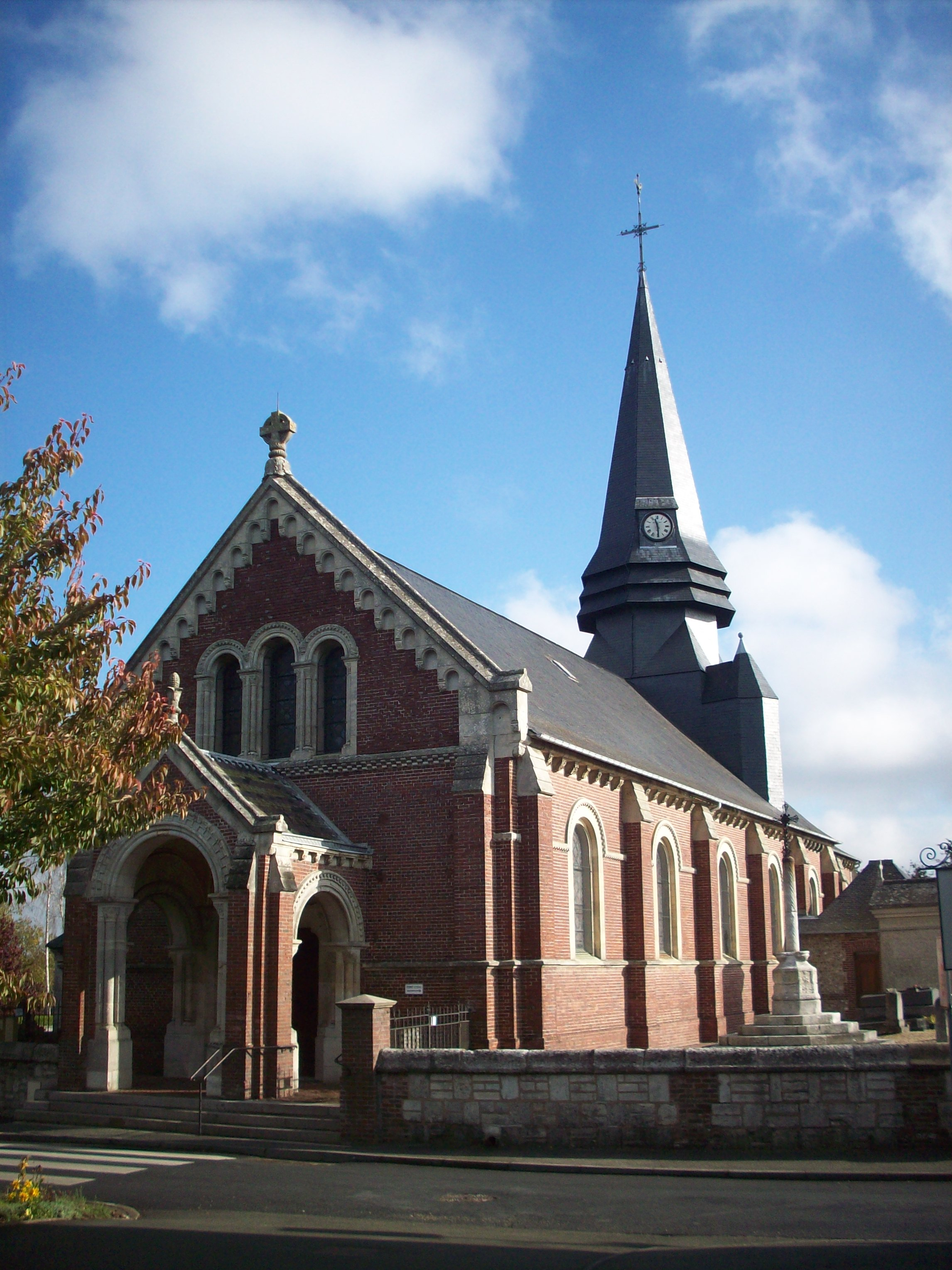
Kirche Saint-Jean

- Schloss aus dem 17. Jahrhundert
- Kapelle von 1820